# Clark Hunt
Clark Knobel Hunt (Dallas, 19 febbraio 1965) è un imprenditore e dirigente sportivo statunitense, proprietario e amministratore delegato dei Kansas City Chiefs della National Football League (NFL).

## Biografia
Hunt è il figlio di Lamar Hunt, fondatore dell'American Football League e dei Kansas City Chiefs, e nipote del petroliere H.L. Hunt. Dopo essersi diplomato alla St. Mark's School of Texas si laureò alla Southern Methodist University nel 1987, dove fu capitano della squadra di calcio dell'istituto. Hunt si laureò in Business Administration con particolare enfasi sulla finanza.
Hunt fu nominato presidente dei Kansas City Chiefs nel 2005. Dopo la morte del padre nel 2006 ereditò la proprietà dei Chiefs assieme alla sorella e a due fratelli. Tuttavia Hunt è il principale dirigente della franchigia, rappresenta la squadra agli incontri tra gli altri proprietari e ha la parola finale sui cambi di personale. Tra il 2007 e il 2012 la squadra ebbe degli anni difficili, qualificandosi per i playoff solo una volta in sei stagioni. La situazione mutò nel 2013 con l'assunzione dell'allenatore Andy Reid che portò la franchigia a uno dei periodi di maggior successo della sua storia, con 7 titoli di division consecutivi tra il 2016 e il 2022 e soprattutto le vittorie del Super Bowl LIV, cinquant'anni dopo l'ultimo titolo conquistato, del Super Bowl LVII e del Super Bowl LVIII.
Hunt possiede anche l'FC Dallas della Major League Soccer e fino al 2013 ha posseduto anche i Columbus Crew che sotto la sua direzione vinsero la loro prima MLS Cup nel 2008.